# Haaksbergen Rafaël
De verering rond de verschijning van de aartsengel Rafaël (ook: Raphaël) in het Twentse Haaksbergen in Nederland, is een voorbeeld van een behoudende devotie onder rooms-katholieken. De devotie kwam tot stand rond verschijningen van de aartsengel Rafaël aan de gehuwde katholieke timmerman Wim Holtschlag in de periode 1984 tot 2000.
Er heeft nog altijd geen officieel kerkelijk onderzoek naar de verschijningen plaatsgevonden en dus valt de verschijning in de categorie "geen besluit genomen". Dit betekent dat men de echtheid niet met autoriteit kan opeisen.

## Geschiedenis
Van 1984 tot 2000 vonden verschijningen plaats. Naar aanleiding hiervan bezochten vele katholieke gelovigen de locatie van deze verschijningen die plaatshadden in een tuin. In deze tuin kwam in 1986 een kleine devotiekapel tot stand die werd ingewijd en later uitgebreid.
In 1994 werd Holtschlag in audiëntie ontvangen door Paus Johannes-Paulus II (1978-2005), maar dit bezoek vond niet direct plaats in verband met de verschijningen. Hierbij werd een beeld van de aartsengel Rafaël aan de kerkvorst overhandigd.
Vanwege de verschijning werd met toestemming van de nuntius en het aartsbisdom Utrecht een speciale medaille geslagen. Tevens kwam er een groep van leken-oblaten tot stand rond de verschijningen.
Het rooms-katholieke aartsbisdom Utrecht heeft nog geen commissie ingesteld om de echtheid van de verschijningen aan een kerkelijk onderzoek te onderwerpen. Pastoor Rudo Franken van de Stichting VAAK schrijft, dat het zijns inziens niet om een authentieke verschijning gaat, maar om mystieke verschijnselen die van kwade oorsprong zijn (zie AVÉ, sept. 2005).
Er was de nodige media-aandacht van journaal en kranten bij het begin van de devotie en verschijningen; dit geschiedde naar aanleiding van vermeende overlast in de buurt veroorzaakt door bezoekers van het devotiekapelletje (zie artikel 'Haaksbergen', Meertens Instituut). Buurtbewoners beweerden in de media, dat de devotie ook erg gesloten was. Deze bewering werd echter door pastoor Franken weerlegd, omdat deze onderzoeker niets vond wat daarop kon duiden.

## Kenmerken
De inhoud van de verschijningen en boodschappen kenmerken zich door een sterke benadrukking van Paus Johannes-Paulus II en zijn rol in de Katholieke Kerk. Verder wordt het verval in de katholieke Kerk aan de kaak gesteld. Vroomheid tot Maria (Rozenkrans) en de Eucharistie worden sterk benadrukt. Een bijzonder motief is ook de eindtijd.
De inhoud van de verschijningen leggen nadrukkelijk een verwijzing naar de Maria-bedevaartsoorden van Medjugorje en Amsterdam (Vrouwe van alle Volkeren) aan de dag. Ook de Duitse Maria-bedevaartsplaats Heede, waar in de jaren 30 ook verschijningen gerapporteerd werden, wordt genoemd. In de devotiekapel zijn ook devotie-objecten met betrekking tot Paus Johannes-Paulus II en zuster Faustina te vinden.
De eerste zondag van de maand is speciaal, omdat die dag toegewijd is aan de verschijningen en de pastoor, Buijens, dan een eucharistieviering leidt in de devotiekapel.

## Devotie-praktijk
Aanvankelijk was er veel belangstelling voor de devotie en de verschijning, maar de overlast lijkt te zijn afgenomen door dalende bezoekersaantallen.
Sinds de jaren 90 vinden er ook zondagse eucharistievieringen (in het Duits of het Nederlands) plaats in de kleine devotiekapel in de tuin van de familie. Voorheen werden deze in een lokaal hotel gevierd.
In de kapel wordt het Haaksberger gebed gereciteerd. Dit gebed ontving Holtschlag volgens eigen zeggen tijdens een verschijning. Het gebed vereert Christus' kruiswonden en bestaat uit vijf Onze Vaders en vijf maal 'Eer aan de Vader...'. Het gebed wordt in verschillende talen op een gedrukte prent verspreid.

## Gerelateerd aan verschijningen Haaksbergen
- Mariaverschijning in Medjugorje
- Vrouwe van alle Volkeren (Amsterdam)